# Loud Like Love
Albums de Placebo
We Come in Pieces
(2011) Never Let Me Go
(2022)
Loud Like Love est le septième album studio de Placebo après Battle for the Sun. Annoncé le 21 mai 2013 sur le site officiel du groupe, il est sorti le 16 septembre 2013.
Il a été enregistré avec le producteur Adam Noble en 2012 et 2013 aux RAK Studios de Londres comme le fut l'album Meds. Le premier single, Too Many Friends, est sorti le 8 juillet 2013 et le deuxième, Loud Like Love, le 6 août.

## Liste des titres
Toutes les chansons sont écrites et composées par Brian Molko, Stefan Olsdal et Steve Forrest.
| 1.  | Loud Like Love          | 4:51 |
| 2.  | Scene Of The Crime      | 3:26 |
| 3.  | Too Many Friends        | 3:34 |
| 4.  | Hold On To Me           | 4:53 |
| 5.  | Rob The Bank            | 3:36 |
| 6.  | A Million Little Pieces | 4:40 |
| 7.  | Exit Wounds             | 5:47 |
| 8.  | Purify                  | 3:45 |
| 9.  | Begin The End           | 5:58 |
| 10. | Bosco                   | 6:38 |

## Certifications
| Pays      | Ventes    | Certification |
| --------- | --------- | ------------- |
| Allemagne | 100 000 + | Or            |
| Autriche  | 7 500 +   | Or            |

## Singles extraits
- Too Many Friends (2013)
- Loud Like Love (2014)
- A Million Little Pieces (2014)